# Булент Ерсои
Булент Ерсои (турски изговор: [булент ерсој], рођена 9. јуна 1952. године) је турска певачица и глумица. Позната је као један од најпопуларнијих певачица турске музике, коју су фанови прозвали Дива. Ерсои има много познатих хитова као што су "Геђелер" (ноћи), "Беддуа", "Маазаллах", "Биз Аирıламаиıз" ("Не можемо раскинути"), "Сефам Олсун" , "Бир Танрıиı Бир де Бени Сакıн Унутма" (Никада не заборави на Бога и мене).

## Биографија

### 1952-1973: Детињство и младост
Булент Ерсои је рођена 9. јуна 1952. године у Малатиа, у Турској. Булент је своју каријеру започела као певачица, у жанру турске класичне музике и касније постала глумица. Већ једна од најпопуларнијих певачица и глумица у Турској, 1981. године постала је међународна озлоглашена након операције промене пола у Лондону од стране британског пластичног хирурга. Чувала је име "Булент" иако је типично мушко име.

### Забрана и ограничења на јавној сцени
После операције, Ерсои се нашао у супротности са турским државним ударом Кенана Еврена 1980. године. У акцијама "друштвене девијације", забрањене су Ерсоиове перформансе заједно са другим трансродним људима. Да би заобишла забрану, она је поднела захтев турским судовима да је легално препознају као жену. Петиција је одбијена у јануару 1982. године. Дане касније покушала је да изврши самоубиство. Године 1983. напустила је Турску у знак протеста против репресивне политике режима Еврена и наставила каријеру у Немачкој. Касније 1989. године Еврен је напустио функцију и многе његове политике су укинуте.
Ерсои је наставила своју каријеру углавном у Немачкој поред Турске. Поред своје музичке каријере, направила је неколико турских филмова у Немачкој. Током тог времена почео је и њен однос са Биролом Гурканлијем.

### Трансродност и популарност
Најзад, 1988. године је ревидиран Турски грађански закон, тако да су они који су завршили операцију премештања пола могли поднети захтев за ружичасту или плаву (роза за женску, плаву за мушку) личну карту којом су законски признати у свом новом полу. Ерсои се убрзо вратила пјевању и глуми, постајући популарнија него што је икада била пре транзиције. Њена јавност је чак почела да је зове "Абла" или "старија сестра", љубазан и прихватљив израз.
Упркос њеној личној победи и прихватању од стране фанова, Ерсои је доживела контроверзу. Критичари су запазили да у филму у којем Ерсои игра пацијенткињу која се заљубљује, никада не љуби њеног водећег човека, мада је то могло бити везано за њену фобију бактерија. На албуму из 1995. године, Алатурка, певала је адхан у склопу дела: "Азис Истанбул је чин који је због своје транссексуалности љутила многе муслиманске клерике. 1998. године се удала за свог сапутника, Џема Адлер. Ово је донело контроверзу јер је њен муж био више од двадесет година млађи од ње.
Ерсои је рањена у јануару 1999. док се возила са супругом, али се опоравила после операције. Касније те године, она се развела од Адлера. Наступала је на многим ТВ емисијама и била члан жирија на једној од најпопуларнијих телевизијских емисија у Турској, "Попстар Алатурка".
Ерсои се удала за такмичара "Попстар Алатурке" Армађана Узуна у јулу 2007. године, међутим, поднела захтев за развод у јануару 2008. године.
Ерсои је изазвала контроверзу у фебруару 2008. године, када је јавно критиковала уласке Турске у северни Ирак и рекла да "она неће послати своје синове у рат" ако је она мајка. Државни јавни тужилац у Истанбулу је накнадно подигао оптужницу против ње због "претварања Турака против обавезне војне службе", чланак који је у скоријој прошлости донео истакнутог турског интелектуалца Перихана Магдена на суђење. Турска фондација за људска права (ИХД) су се успротивила Ерсоијевој одбрани. Дана 19. децембра 2008. године Ерсои је проглашен кривим за оптужбе турског суда.
У емисији 'Попстар Алатурка', Булент Ерсои је објавила да ће имати нови албум који се очекује до краја 2010. године.

## Каријера

###### 2011–12:Aşktan Sabıkalı
Крајем 2010. Ерсои је најавила да је у последње две године слушала скоро 1.500 песама и да је било тешко одабрати најбоље песме за албум. Њен нови албум "Aşktan Sabıkalı" (Осуђен на љубав), објављен је 3. октобра 2011. Албум садржи песму коју је написао Џан Танрıиар под називом "Alışmak İstemiyorum" (не зелим да се навикнем на то), а класик Орхан Генцебаи : (Bir Teselli Ver), 'Дај ми подршку'. Ту је и песма Гулсена; певач поп музике, "Aşktan Sabıkalı". Један изненађујући додатак албуму је дует са Тарканом који је био популаран јер су га извеле две најпознатије турске јавне личности. 22. децембра Ерсои је објавила музички видео, скоро три месеца након што је песма први пут одиграна на радију.
Песма "Bir Ben Bir Allah Biliyor" је добила више од 10 милиона прегледа на Јутјубу.

###### Од 2013 па надаље
У последњим наступима на ТРТ-у 2013, Ерсои је изјавила да она и даље сматра традиционалним приступом класичној музици њен прави стил. У емисији рекла је како је искористила прилику да покаже њену истинску страст, лојалност и дивљење за турску класичну музику, која је у суштини била Ерсојев начин "покајања" да се одлучи за више попарапешки стил . Заиста, њени наступи на ТРТ-у показују да је она одлучила да се покаже конзервативнијом, не само у њеном избору репертоара већ и њеном сценском наступу. Ерсои је такође желела да нагласи да су њене поп-арапске песме биле само "порок" да би оствариле доходак и класичну музику, за коју је завршила универзитетско образовање. Иако чисто спекулативно, ово би могло да се види као рани знак да Ерсои може произвести још један турски класични албум. Иако је њен последњи албум објављен 2011. године, њен последњи албум на којем је певала Класичне и Алатурке песме је била у Алатурки 2000, након чега није произвела материјал који покрива Алатурка или класични материјал.
Крајем 2015. Ерсои је на конференцији за новинаре изјавила како јој је Орхан Генцебаи поменуо да ниједна истакнута особа није производила Алатурка последњих неколико година. Она је изјавила да је њихов заједнички план да се "удруже" и договоре се о томе какав албум да сниме у овој области. Почетком 2016. Ерсои је рекла да је послушала стотине песама и није била задовољна оним што јој је донесено (ово су песме у жанру Поп / Арабескуе). Иако није јасно када ће се појавити њена следећа продукција, Ерсои се вратила из свог полу-пензионисаног статуса и производи нови материјал. Она је најавила да ће објавити нову песму коју је написао Таркан, под називом "Umit Hirsizi".

## Дискографија
- Konser 1 (1976)
- Konser 2 (1977)
- Orkide 1 (1978)
- Orkide 2 (1979)
- Beddua (1980)
- Yüz Karası (1981)
- Mahşeri Yaşıyorum (1982)
- Ak Güvercin (1983)
- Düşkünüm Sana (1984)
- Yaşamak İstiyorum (1985)
- Anılardan Bir Demet (1986)
- Suskun Dünyam (1987)
- Biz Ayrılamayız (1988)
- İstiyorum (1989)
- Öptüm (1990)
- Bir Sen, Bir De Ben (1991)
- Ablan Kurban Olsun Sana (1992)
- Sefam Olsun (1993)
- Akıllı Ol (1994)
- Benim Dünya Güzellerim (1995)
- Alaturka 95 (1995)
- Maazallah (1997)
- Alaturka 2000 (2000)
- Canımsın (2002)
- Aşktan Sabıkalı (2011)

## Филмографија
- Sıralardaki Heyecan (1976)
- Ölmeyen Şarkı (1977)
- İşte Bizim Hikayemiz (1978)
- Beddua (1980)[6]
- Söhretin Sonu (1981)
- Acı Ekmek (1984)
- Asrın Kadını (1985)
- Tövbekar Kadın (1985)
- Benim Gibi Sev (1985)
- Efkarlıyım Abiler (1986)
- Yaşamak İstiyorum 1 (1986)
- Yaşamak İstiyorum 2 (1986)
- Kara Günlerim (1987)
- Biz Ayrılamayız (1988)
- İstiyorum (1989)